# كلية محمد المانع للعلوم الطبية
كلية محمد المانع هي كلية سعودية خاصة، تقع في المنطقة الشرقية في مدينة الدمام، اسستها الدكتورة عائشة المانع عام 2003.

## التأسيس
تأسست كلية محمد المانع بمسمى (كلية محمد المانع الأهلية للعلوم الطبية) عام 2003 وبموجب هذا التاريخ منحت وزارة التعليم العالي المؤسسين صلاحية التأسيس، ولدى الكلية تعاون مع جامعة أوريغون وجامعة بيروت العربية.
حصلت على الاعتماد عام 2013 من وزارة التعليم العالي.

## البرامج والتخصصات
- بكالورويس علوم الصيدلة.
- بكالوريوس علوم التمريض.
- بكالورويس علوم المختبرات الإكلينيكية.
- بكالورويس علوم العلاج الطبيعي.
- بكالورويس علوم العلاج التنفسي.
- التجسير في علوم الصيدلة.
- التجسير في علوم التمريض.